# Glinno (obwód rówieński)
Glinno (ukr. Глинне, Glinne) – wieś na Ukrainie, w obwodzie rówieńskim, w rejonie sarneńskim. W 2001 roku liczyła 2268 mieszkańców
W okresie międzywojennym wieś znajdowała się w granicach II RP, wchodząc w skład gminy Berezów, w powiecie łuninieckim/powiecie stolińskim, w województwie poleskim.